# 2500 Alascattalo
2500 Alascattalo eller 1926 GC är en asteroid i huvudbältet, som upptäcktes 2 april 1926 av den tyske astronomen Karl Wilhelm Reinmuth i Heidelberg. Den har fått sitt namn efter den mytologisk varelse Alascattalo.
Asteroiden har en diameter på ungefär 7 kilometer och den tillhör asteroidgruppen Flora.